# Ilmari Kianto
Ilmari Kianto (né le Ilmari Calamnius 7 mai 1874 à Pulkkila en Ostrobotnie du Nord, décédé le 27 avril 1970 à Helsinki) est l’un des écrivains finlandais les plus remarquables du début du XXe siècle,.
Son nom de naissance est Ilmari Calamnius, mais il en change en 1906 suivant les conseils de  Johannes Linnankoski. 
Il utilise aussi les pseudonymes Antero Avomieli et Salanimi. Dans ses échanges épistolaires Kianto utilisait la forme Ilmari Iki-Kianto.

## Biographie

### Enfance et jeunesse
Ilmari Kianto nait en 1874 à Pulkkila dans un presbytère construit en bordure du Lamujoki. 
Ses parents sont des membres de la famille Calamnius de kalajoki, le chapelain August Benjamin Calamnius (1834–1915) et Cecilia Septimia Catharina Lundahl (1842–1924).
Ilmari est le sixième d'une famille de sept enfants.
En août 1879, Benjamin Calamnius devient pasteur de Suomussalmi et la famille quite Pulkkila  pour s'installer au presbytère de Karhula à Suomussalmi. 
Ilmari Kianto fréquente l'école primaire à Ii et Oulu. 
En 1892, Ilmari entre au lycée d'Oulu où il édite, entre autres, le magazine de l'association des élèves. 
Juste après son baccalauréat, il s'inscrit à la faculté de théologie de l'Université d'Helsinki, mais il décide de devenir officier, à l'instar de son frère Volmar.  
De 1892 à 1893, Ilmari Kianto se porte volontaire à Oulu pour le 4e bataillon finlandais de tireurs d'élite. Au printemps 1893, le bataillon se rend à Krasnoïe Selo près de Saint-Pétersbourg pour effectuer des exercices militaires.
Ilmari Kianto décrira cette expérienc dans ses lettres de camp parues dans le magazine Suometar. 
Un magazine de Moscou décrirara Ilmari Kianto comme un séparatiste pour ces lettres de camp, et le tollé qui a suivi lui a causé des ennuis. 
Sa vision romantique de la vie militaire s'étant évaporées, Ilmari décide de quitter l'armée et de retourner étudier à l'université à la fin de l'automne 1893.
Ilmari Kianto étudie le russe et le finnois à l'université impériale Alexandre. 
Au cours de ses études, il commence sa carrière d'écrivain. 
Dans son premier ouvrage, Väärällä uralla, publié à l'âge de 22 ans, il raconte ses expériences militaires.
Cependant, il était familier avec le lyrisme naturel et a publié les livres de poésie Soutajan lauluja  (1896), Hiljaisina hetkinä  (1897) et Lauluja ja runoelmia  (1900).
Son ancien camarade de classe Eino Leino l'a aidé à sélectionner des poèmes.
Ilmari Kianto participe aussi à la fondation de l'Union des écrivains de fiction finlandais en 1897. 
Ilmari Kianto obtient sa maîtrise de philosophie en 1900.  
En 1901–1903, il obtient une bourse pour terminer ses études de langue russe à Moscou, et il publiera plus tard le livre Moskovan maisteri  (1946). 
En même temps, Ilmari Kianto fait un long voyage dans le sud de la Russie, et décrit ce voyage dans son livre de voyage de 1903 (Kiannan rannoilta Kaspian poikki).
Ilmari Kianto a aussi traduit des romans russes, comme La Mort d'Ivan Ilitch de Léon Tolstoï ou Oblomov de Ivan Gontcharov. 
Il est devenu un partisan de Tolstoï et correspondait avec lui. 
Ilmari Kianto fait également partie du cercle d'amis du plus célèbre écrivain tolstoïen de Finlande, Arvid Järnefelt. 
Sous l'influence de Tolstoï, Ilmari Kianto démissionne de l'église à  l'entrée en vigueur de la loi sur la liberté religieuse (fi). 
Le 18 juillet 1904, il épouse Hildur Molnberg à l'hôtel de ville d'Helsingborg en Suède.

### Les années d'écrivain
Il écrit pendant plus de 60 ans mais sa renommée est surtout due à ses deux romans sur le prolétariat :  Punainen viiva (1909) et  Ryysyrannan Jooseppi (1924).

## Ses ouvrages
- 1896, (fi) Ilmari Calamnius, Väärällä uralla, WSOY
- 1897, (fi) Ilmari Calamnius, Soutajan lauluja (recueil de poèmes), WSOY
- 1898, (fi) Ilmari Calamnius, Hiljaisina hetkinä (recueil de poèmes), WSOY
- 1900, (fi) Ilmari Calamnius, Lauluja ja runoelmia, WSOY

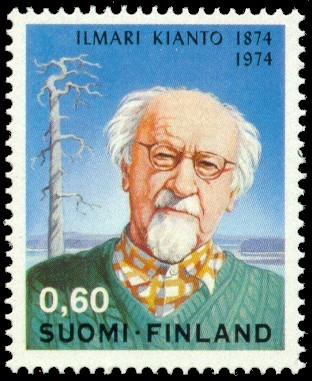
Timbre postal publié en 1974
avec le portrait de Ilmari Kianto

- 1900, Margareeta; sydammen säveliä (Ilmari Calamnius), Éditions Otava.
- 1902, Isäntä ja koirat. (Ilmari Calamnius), Kansan Kuvalehden Kustannusyhtiö, Hancock, Michigan.
- 1902, Nuoria lauluja vanhasta säästöstä (Ilmari Calamnius), Kansan Kuvalehden Kustannusyhtiö, Hancock, Michigan.
- 1903, (fi) Kiannan rannoilta Kaspian poikki v. 1902, éditions Eero Erkko
- 1904, Nuoren miehen kädestä. Kokoelma mielialoja, (Ilmari Calamnius), Éditions Otava.
- 1905, Sieluja kevätyössä
- 1906, Isänmaallisia runoelmia (Ilmari Calamnius-Kianto), Éditions Otava.
- 1907, Auskultantin päiväkirja. Pöytälaatikon. (Antero Avomieli), Karisto.
- 1907, Nirvana. Lemmentarina (Ilmari Calamnius-Kianto), Éditions Otava.
- 1907, Sieluja kevät-yössä: vilahdus Moskovasta (Ilmari Calamnius-Kianto), Vihtori Kosonen.
- 1908, Pyhä viha, romaani, Vihtori Kosonen.
- 1908, Vapaauskoisen psalttari
- 1908, Kärsimys: sukupuolinen sielukuvaus nuorten elämästä (Salanimi), Kuopion uusi kirjapaino.
- 1909, Pikku Syntejä, Vihtori Kosonen.
- 1909, Punainen viiva, Éditions Otava.
- 1910, Kapinoitsija, poèmes, Kuopion uusi kirjapaino.
- 1910, Pyhä rakkaus tai pienen lapsen elämä ja kuolema, Éditions Otava.
- 1911, Orjantappuroita, Suomalainen Kustannus Oy Kansa.
- 1911, Nälkämaan laulu, Kainuun maanviljelysseura, Kajaani.
- 1912, Metsäherran herjaaja, Éditions Otava.
- 1912, Vapaauskoisen psalttari, Matti Vuolukka & Kumpp, Tampere.
- 1913, Poro-kirja, Éditions Otava.
- 1915, Talviretkiä Pohjolassa, Hämeeenlinna, Karisto.
- 1915, Turjanlinnan satukirja: Omille ja muille Suomen lapsille tehnyt opiksi ja huviksi, Éditions Otava.
- 1915, Vienan virroilta, Karjalan kankahilta: matkakuvauksia, Éditions Otava.
- 1916, Kiertävä kirjailija: pikakuvia turneematkalta, Kustannus Oy Kirja.
- 1916, Kotoisten rantojen ikuinen kohina, WSOY.
- 1917, Avioliitto: tarina tuhansien joukosta, Kustannus Oy Kirja.
- 1917, Vienan kansan kohtalo: heimoromaani, WSOY.
- 1918, Hakkaa päälle! Sotarunoja valkoiselle armeijalle, Jyväskylä, Tekijä.
- 1918, Suomi suureksi, Viena vapaaksi: sotakesän näkemyksiä, Hämeeenlinna, Karisto.
- 1918, Vielä niitä honkia humisee. Kokoelma muistelmia, mietelmiä, kokkajuttuja korvesta. Pohjolan kustannus, Oulu.
- 1919, Vienan puolesta – kauko-karjalaisten ikivanhan moraalin pelastamiseksi. – Kenttäpuheita, Kirjapaino Sanan Valta OY, Kuopio.
- 1920, Kolme hyvää juttua, Éditions Otava.
- 1920, Vienan neitsyt: korkeaveisu Karjalalle, sotasatu Suomelle, Kustannus Oy Ahjo.
- 1922, Vanha pappila, Éditions Otava.
- 1923, Valitut teokset I-IV, Éditions Otava.
- 1924, Iloista kyytiä Rajakomendantin autossa. Kesäinen tarina. Otto Andersinin Kustannusliike, Pori.
- 1924, Ryysyrannan Jooseppi. Köyhälistötarina Suomesta.  Éditions Otava.
- 1925, K.H.P.V. Kohtuullisen hutikan pyhä veljeskunta, Éditions Otava.
- 1925, Suloisessa Suomessamme: pientä seikkailua Sirkka-Liisan kanssa rajaseudulla, Otto Andersinin Kustannusliike.
- 1926, Caxi Maallista Arckiwirttä quin teki I. Kianto 3 p. Huhtikuuta v. 1926 ja pränttiin annettiin Ioannes Wskelensixelda. V.J.Kallio.
- 1927, Hallan jääkärit: korpisatunäytelmä. Korpisatunäytelmä ajalta ennen ja jälkeen vapaussodan.  Éditions Otava.
- 1927, Kuhmon kulmilta: matkavälineinä postiauto-takatuuppari ja suutarin hevoset. Turistin tunnelmia raukoilta rajaseuduilta, Gummerus.
- 1928, Elämän ja kuoleman kentältä: sotarunoilija Aarni Suursalon vaikutelmia vapaussodasta, Éditions Otava.
- 1928, Papin poika: kirja elämästä, Éditions Otava.
- 1930, Kertomuksia ja kuvauksia. Kouluja varten julkaissut V. Tarkiainen. Éditions Otava.
- 1931, Nuori runoilijamaisteri: papin poika muistelee menneitä, Éditions Otava.
- 1932, Ajan sana. Eino Mikkola, Helsinki.
- 1933, Patruunan tytär: romaani Ämmän ja Kurimon rautaruukien ajoilta, Éditions Otava.
- 1935, Vanha postineiti: korpiromaani, Karisto.
- 1935, Vienan Karjala – Kalevalan kehto: erämaankävijän elämyksiä, Éditions Otava.
- 1938, Korpikirjailijan kirot: elämyksiä, Karisto.
- 1946, (fi) Ilmari Kianto, Moskovan maisteri: nuoren kielenopiskelijan elämyksiä tsaarivallan aikuisessa Moskovassa v. 1901–1903, Helsinki, WSOY
- 1946, Poika maailman kylillä: muistelmia matkalta Puolaan ja Tšekkoslovakiaan, Suomen kirja, Helsinki.
- 1948, Omat koirat purivat: pidätetyn päiväkirja vuodelta 1940, Fennia.
- 1954, Valitut teokset.  Éditions Otava.
- 1954, Iki-Kianto muistelee.  Éditions Otava.
- 1957, Mies on luotu liikkuvaksi: Iki-Kianto muistelee matkojaan, Éditions Otava.
- 1964, Ilmari Kiannon kauneimmat runot. Valikoima, édité par Uolevi Kianto. Éditions Otava.
- 1970, Valitut teokset. Éditions Otava.
- 1980, Salainen päiväkirjani. Éditions Otava.
- 1999, Maan sielu. Kertomuksia, édité par Raija-Liisa Kianto.  Éditions Otava.
- 2000, Ma poika pohjolan. Runoja 1891–94, édité par Jalo Heikkinen. Suomussalmen kulttuurilautakunta.
- 2009, Ilmari Kiannon talvisota. Siviilimiehen sotapäiväkirja. édité par Eero Marttinen. Ajatus kirjat.

## Prix et reconnaissance
- Prix national de littérature, 1910, 1923, 1925
- Prix Aleksis Kivi, 1950

## Sources
- Heikki A. Reenpää, Pikku-Heikki, éditions Otava, 2000,  (ISBN 951-1-16271-3)
- J. K. Paasikivi, Yrjö Blomstedt, Matti Klinge, J. K. Paasikiven päiväkirjat 1944-1956, WSOY,  (ISBN 951-0-13349-3)

- Heikkinen, Jalo: Ilmari Calamnius 1. (Esityöt.) Suomussalmen kulttuurilautakunta, 1995.
- Heikkinen, Jalo: Turjanlinna: Kadonnutta etsimässä. Julk. yhteistyössä Ilmari Kianto -seuran kanssa. Otava, 1986.
- (fi) Hyöty, Helena, "Toiset rakastavat, toiset vihaavat" : Ilmari Kiannon tuotannon julkinen reseptio Suomessa (thèse), Oulu, université d'Oulu, 2015 (ISBN 978-952-62-0962-3, lire en ligne)
- Kansi, Raija-Liisa (ed.): Ilmari Kiannon Vienan Karjala: Erään Suur-Suomi-unelman vaiheita. Otava, 1989.
- Kansi, Raija-Liisa (ed.): Nälkämaan keisari: Kuvia Ilmari Kiannon Suomesta 1874–1970. Otava, 1989.
- Kianto, Raija-Liisa (ed.): Ilmari Kianto: Maan sielu. Kertomuksia. Otava, 1999
- Kianto, Raija-Liisa: Turisteille tuntemattomille: Tietoa Turjanlinnasta, infoa Iki Kiannosta. Kainuun Sanomat, 2001
- Kianto, Uolevi: Saat kertoa kaiken, sanoi Iki-Kianto. Otava, 1966.
- Kianto, Uolevi: Tervetuloa kotiin, Iki: muistelmia ja päiväkirjojen kertomaa Iki-Kiannosta ja hänen ystävistään. Otava, 1978.
- Kovács, Ildikó: Kiannon punaisen viivan taustatekijöitä Kainuussa. Lönnrot-instituutti, 2000.
- Lampén, Ernst: Ilmari Kianto ja hänen teoksensa. Otava, 1924
- Laurila, Vihtori: Ilmari Kianto: kirjailijankuvan piirteitä. Otava, 1944.
- Marttinen, Eero: Ilmari Kianto: Korpikirjailijan elämä. Ajatus Kirjat 2010.
- (fi) Nevala, Maria-Liisa, Kianto : Ilmari Kianto, anarkisti ja ihmisyyden puolustaja, Helsinki, Suomalaisen kirjallisuuden seura, coll. « Suomalaisen Kirjallisuuden Seuran toimituksia, 432 », 1986 (ISBN 951-717-434-9)
- Niemi, Juhani: Kansanrakastaja vai kansanvihollinen: näkökulmia Ilmari Kiannon Punaiseen viivaan. Kirjallisuudentutkijain seuran vuosikirja 30. Suomalaisen Kirjallisuuden Seura, 1977
- Putto, Liisi: Metsäherra Ilmari Kiannon tuotannossa. Suomen kielen seuran vuosikirja 10. Suomen kielen seura, 1968.
- (fi) Rajala, Panu, Suomussalmen sulttaani : Ilmari Kiannon elämä, Helsinki, Suomalaisen Kirjallisuuden Seura, 2018, 525 p. (ISBN 978-952-222-698-3)
- Roivas, Marianna – Romppanen, Helinä: Kiannon kehät: Ilmari Kiannon jalanjäljillä Suomussalmella ja Vienan Karjalassa. Suomussalmen kunta, 2005
- Roivas, Marianne ym.: Karhunhampaan kantaja: Ilmari Kianto, kapinoiva klassikko. Suomussalmen kunta, Kianto-instituutti –projekti, 2005
- Sihvo, Hannes: Ilmari Kianto ja Vienan Karjala. Kirjallisuudentutkijain seuran vuosikirja 24. Suomalaisen kirjallisuuden seura, 1969.